# Midway (Nuovo Messico)
Midway è un census-designated place (CDP) degli Stati Uniti d'America della contea di Chaves nello Stato del Nuovo Messico. La popolazione era di 971 abitanti al censimento del 2010.

## Geografia fisica
Secondo lo United States Census Bureau, il CDP ha una superficie totale di 6,45 km², dei quali 6,44 km² di territorio e 0,01 km² di acque interne (0,12% del totale).

## Società

### Evoluzione demografica
Secondo il censimento del 2010, la popolazione era di 971 abitanti.

### Etnie e minoranze straniere
Secondo il censimento del 2010, la composizione etnica del CDP era formata dal 61,17% di bianchi, l'1,24% di afroamericani, lo 0,72% di nativi americani, lo 0,62% di asiatici, lo 0% di oceanici, il 33,06% di altre razze, e il 3,19% di due o più etnie. Ispanici o latinos di qualunque razza erano il 67,25% della popolazione.